# Montmorency County
Montmorency County ist ein County im Bundesstaat Michigan der Vereinigten Staaten. Der Verwaltungssitz (County Seat) ist Atlanta. Das U.S. Census Bureau hat bei der Volkszählung 2020 eine Einwohnerzahl von 9153 ermittelt.

## Geographie
Das County liegt im Nordosten der Unteren Halbinsel von Michigan, ist im Osten etwa 45 km vom Lake Huron, einem der 5 großen Seen, entfernt und hat eine Fläche von 1457 Quadratkilometern, wovon 38 Quadratkilometer Wasserfläche sind. Es grenzt im Uhrzeigersinn an folgende Countys: Presque Isle County, Alpena County, Oscoda County, Otsego County und Cheboygan County.

## Geschichte
Montmorency County wurde 1840 aus Teilen des Mackinac County und freiem Territorium gebildet. Bis 1843 hieß es Cheonoquet County. Benannt wurde es nach der französischen Adelsfamilie Montmorency.

## Demografische Daten

Alterspyramide des Montmorency Countys (Stand: 2000)

Nach der Volkszählung im Jahr 2000 lebten im Montmorency County 10.315 Menschen in 4.455 Haushalten und 3.047 Familien. Die Bevölkerungsdichte betrug 7 Einwohner pro Quadratkilometer. Ethnisch betrachtet setzte sich die Bevölkerung zusammen aus 98,36 Prozent Weißen, 0,24 Prozent Afroamerikanern, 0,36 Prozent amerikanischen Ureinwohnern, 0,10 Prozent Asiaten, 0,10 Prozent aus anderen ethnischen Gruppen; 0,84 Prozent stammten von zwei oder mehr Ethnien ab. 0,65 Prozent der Bevölkerung waren spanischer oder lateinamerikanischer Abstammung.
Von den 4.455 Haushalten hatten 22,5 Prozent Kinder unter 18 Jahren, die bei ihnen lebten. 58,1 Prozent waren verheiratete, zusammenlebende Paare, 7,1 Prozent waren allein erziehende Mütter und 31,6 Prozent waren keine Familien. 27,5 Prozent waren Singlehaushalte und in 15,4 Prozent lebten Menschen im Alter von 65 Jahren oder darüber. Die Durchschnittshaushaltsgröße betrug 2,29 und die durchschnittliche Familiengröße lag bei 2,75 Personen.
20,3 Prozent der Bevölkerung waren unter 18 Jahre alt. 5,9 Prozent zwischen 18 und 24 Jahre, 20,9 Prozent zwischen 25 und 44 Jahre, 29,1 Prozent zwischen 45 und 64 Jahre und 23,9 Prozent waren 65 Jahre oder älter. Das Durchschnittsalter betrug 47 Jahre. Auf 100 weibliche Personen kamen 96,6 männliche Personen. Auf 100 Frauen im Alter von 18 Jahren und darüber kamen statistisch 94,9 Männer.
Das jährliche Durchschnittseinkommen eines Haushalts betrug 30.005 US-Dollar, das Durchschnittseinkommen einer Familie 34.784 USD. Männer hatten ein Durchschnittseinkommen von 30.910 USD, Frauen 19.299 USD. Das Prokopfeinkommen betrug 16.493 USD. 9,8 Prozent der Familien und 12,8 Prozent der Bevölkerung lebten unterhalb der Armutsgrenze.